# Adolfo Aristeguieta
Pour les articles homonymes, voir Aristeguieta.
Adolfo Aristeguieta est un écrivain et médecin vénézuélien né à Caracas en janvier 1929 et mort en août 1998. Il est connu pour avoir été actif dans le mouvement scout.

## Études
Il effectue son cursus scolaire primaire à Puerto Cabello (État de Carabobo) et secondaire au collège La Salle à Caracas où il obtient un baccalauréat en sciences biologiques. Il poursuit ses études supérieures de médecine à l'Université centrale du Venezuela où il est reçu docteur en médecine avec une thèse sur la médecine tropicale. Il prolonge sa formation en psychiatrie au Chili et en Suisse où il agit en tant que spécialiste.

## Travail professionnel
Lié au Conseil vénézuélien de l'enfant, il s'investit dans le scoutisme en créant Camping comme un scout où les participants sont des garçons, parfois venant de la rue ou aux revenus aux très faibles, provenant des régions marginales du pays. Il rejoint la Société vénézuélienne de l'histoire de la médecine et collabore avec La Gaceta de Caracas puis rejoint le conseil d'administration du Congrès vénézuélien de la médecine homéopathique.
Il est nommé ambassadeur du Venezuela en Allemagne par le président Luis Herrera Campins et maîtrise plusieurs langues, notamment l'espagnol, l'anglais, le français, l'allemand.

## Rôle dans le scoutisme
Dès le secondaire, il est boy scout au collège La Salle. Après 1963, il est secrétaire exécutif de l'Inter Scout (anciennement Conseil Scout Inter) au siège de San Jose au Costa Rica.